# Montemurro
Montemurro är en ort och kommun i provinsen Potenza i regionen Basilicata i Italien. Kommunen hade 1 206 invånare (2017).